# Orchester der Oper Zürich
Das Orchester der Oper Zürich (2012–2025: Philharmonia Zürich) ist ein Sinfonieorchester, das in Musiktheater-Aufführungen und Konzerten am Opernhaus Zürich spielt. Es entstand 1985 aus der Trennung des traditionsreichen Tonhalle- und Theaterorchesters. 

## Geschichte
Die Geschichte des Orchesters der Oper Zürich ist eng verbunden mit derjenigen des Tonhalle-Orchesters Zürich. Oper wird in Zürich seit 1834 gespielt, bis 1890 im Aktientheater an den Unteren Zäunen, dem ersten ständigen Theater der Stadt, das in der Neujahrsnacht 1890 abbrannte. Richard Wagner dirigierte in den frühen 1850er Jahren im Aktientheater, u. a. Aufführungen seiner eigenen Opern Der fliegende Holländer und Tannhäuser. Für seine Auftritte liess er das Orchester verstärken, für ein Konzert sogar von 30 auf 70 Musiker. Wagner verfasste 1851 den Aufsatz Ein Theater in Zürich, worin er Reformvorschläge für das Zürcher Musikleben formulierte, die aber zunächst nicht realisiert werden konnten. 1853 leitete er im Rahmen der «Allgemeinen Musik-Gesellschaft» AMG in Zürich die ersten Wagner-Festspiele im Aktientheater.

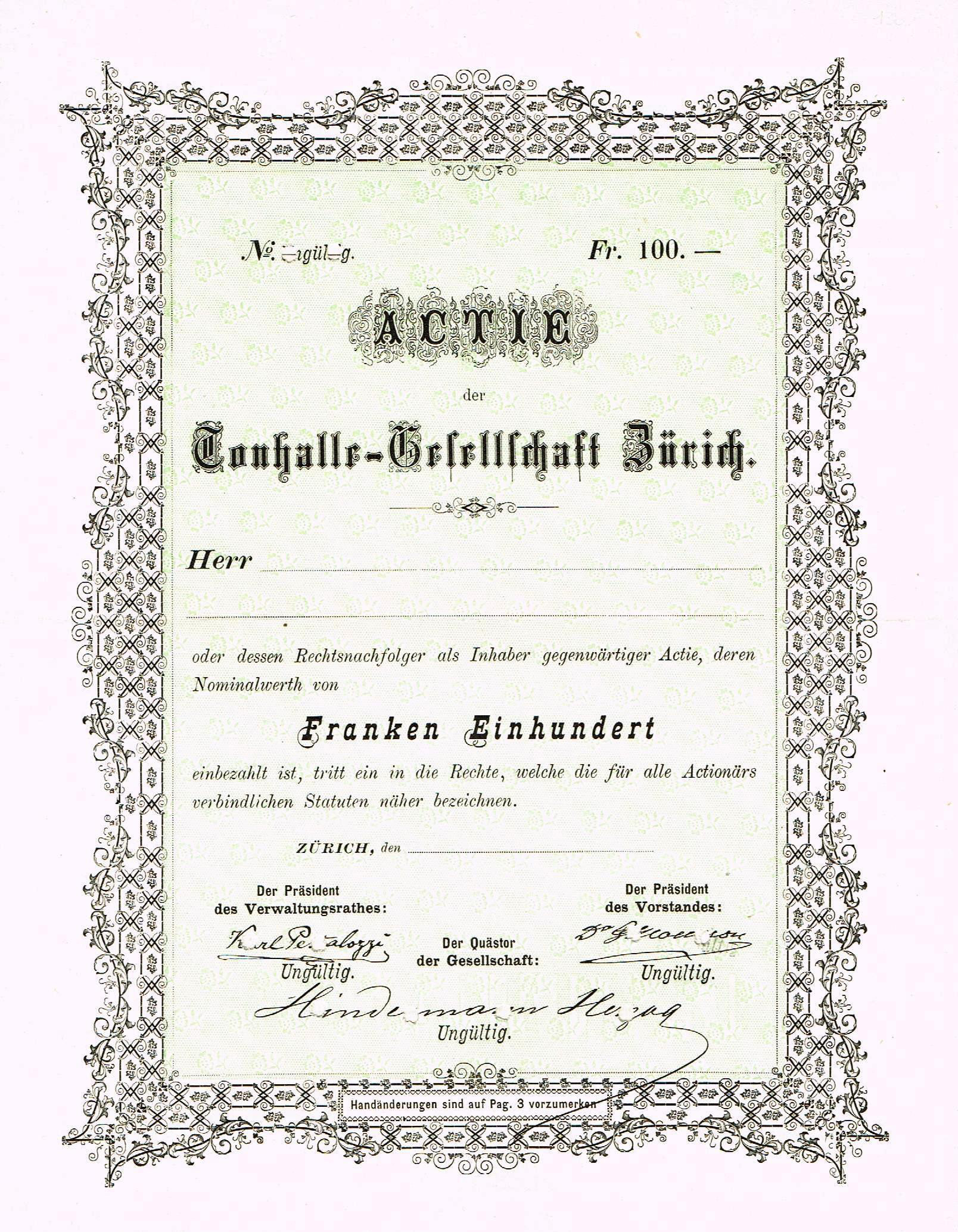
Blankette einer Namensaktie über 100 Franken der Tonhalle-Gesellschaft Zürich, Ausgabejahr ca. 1890

1861 wurde in Zürich der Orchesterverein gegründet, ein erstes ständiges Berufsensemble (31 Musiker), das für die «Allgemeine Musikgesellschaft» (im Kasino, heutiges Geschworenengericht) und für das Aktientheater zu spielen hatte. 1867 fand das Schweizerische Musikfest in Zürich statt. Dafür wurde eigens das alte Kornhaus (am Standort des heutigen Opernhauses) zur Tonhalle umgebaut. 1868 wurde die «Tonhalle-Gesellschaft» gegründet; sie löste die «Allgemeine Musikgesellschaft» als Orchesterhalterin ab.
Das Orchester erlebte im 1895 neu erbauten Grossen Tonhalle-Saal Höhepunkte unter der Leitung seines ersten Chefdirigenten Friedrich Hegar und dessen Freund Johannes Brahms. Eine intensive Zusammenarbeit mit dem Komponisten Ferruccio Busoni folgte unter dem späteren Tonhalle-Chefdirigenten Volkmar Andreae. Im Stadttheater (erbaut 1891) waren es Künstler wie Richard Strauss und der junge Wilhelm Furtwängler, welche den Weg des Orchesters mitbestimmten. Richard Strauss dirigierte und erlebte viele Aufführungen seiner Bühnenwerke in Zürich. Uraufführungen von in Deutschland und Österreich während der NS-Herrschaft verfemten Komponisten erfolgten am Stadttheater Zürich, so Lulu von Alban Berg (1937) und Mathis der Maler von Paul Hindemith (1938). Auch viele andere bedeutende Werke des Musiktheaters des 20. Jahrhunderts wurden am Opernhaus Zürich (so heisst das Stadttheater seit 1964) uraufgeführt. Auch im Genre der Operette war das Zürcher Stadttheater international eines der führenden Häuser, namentlich zur Zeit der Diskriminierung der zahlreichen jüdischen Komponisten dieses Genres wie Ralph Benatzky, Oscar Straus, Paul Abraham und Emmerich Kálmán.
1944 entliess die SRG (damals «Schweizerische Rundspruchgesellschaft») ihr in Zürich beheimatetes Radioorchester. Unter der Initiative des damaligen Zürcher Stadtpräsidenten Adolf Lüchinger wurde das gesamte Radioorchester per 1. Dezember 1944 in das Tonhalleorchester eingegliedert. Das nun aus 142 Musikern bestehende Orchester (1946 wurde erstmals eine Frau als Geigerin fest verpflichtet, 1968 waren es 15 Musikerinnen) wurde in eine Konzert- und Theaterformation aufgeteilt und hiess fortan «Tonhalle- und Theaterorchester TTO Zürich». Es folgte die vertragliche Regelung der Arbeitsverhältnisse (Gesamtarbeitsverträge 1947, 1954, 1965) und der Orchesterbenützungen zwischen Tonhalle-Gesellschaft und Theater AG sowie die Errichtung der Orchesterdirektion und der Paritätischen Kommission.
Höhepunkte in der Geschichte der Theaterformation des TTO sind der Monteverdi- und der Mozart-Zyklus seit den 1970er Jahren mit Nikolaus Harnoncourt (musikalische Leitung) und Jean-Pierre Ponnelle (Regie). Dazu prägten Dirigenten wie Ferdinand Leitner (musikalischer Oberleiter am Opernhaus Zürich von 1969 bis 1984) und Nello Santi (Musikdirektor von 1958 bis 1969, danach ständiger Gastdirigent) das Orchester im Opernhaus.
Engpässe bei der Disposition und der bereits ein Jahrhundert alte Wunsch der Tonhalle-Gesellschaft und des Opernhauses Zürich nach programmlicher Unabhängigkeit führten 1985 zur Auflösung des Gesellschaftsvertrags der beiden Institute und zur Trennung des TTO in das Tonhalle-Orchester Zürich und das «Orchester der Oper Zürich». Diese Trennung stand vor dem Hintergrund des Umbaus des Opernhauses 1984 und der vorangegangenen hitzig geführten kulturpolitischen Debatte in Zürich, die 1980 zu Jugendunruhen in der Stadt geführt hatte.
Das seither unabhängige Orchester der Oper Zürich ist das einzige ausschliessliche Theaterorchester der Schweiz. Unter seinem musikalischen Oberleiter Ralf Weikert (in dieser Funktion von 1985 bis 1992 tätig) wurde die frühere Theaterformation des TTO kontinuierlich vergrössert (Weikert nahm als Chefdirigent an insgesamt 86 Probespielen teil), und das Orchester erweiterte seinen Aufgabenbereich durch die Philharmonischen Konzerte, die etwa sechs Mal pro Jahr stattfinden.
Innerhalb des Orchesters bildete sich 1994 das Ensemble La Scintilla, das sich der historisch informierten Aufführungspraxis auf Originalinstrumenten widmet. Bald wurden diese Aktivitäten ausgebaut und in den Orchesterdienst integriert, sodass das Opernhaus Zürich heute über ein Spezialensemble auf alten Instrumenten verfügt, welches mit Dirigenten wie Nikolaus Harnoncourt, William Christie, Christopher Hogwood, Giovanni Antonini u. a. m. zusammenarbeitet.
Alexander Pereira, Intendant des Opernhauses von 1991 bis 2012, setzte sich besonders für die Förderung und Promotion des Orchesters ein. Franz Welser-Möst wirkte von 1995 bis 2008 als Chefdirigent (ab 2005 als Generalmusikdirektor) und verhalf dem Opernhaus und seinem Orchester zu internationalem Ansehen. Die Zeitschrift Opernwelt wählte das Orchester in ihrer Kritikerumfrage zum „Orchester des Jahres 2001“.
Viele DVD-Produktionen, hervorgegangen aus TV-Mitschnitten, dokumentieren die Direktionszeit Pereiras. Gastdirigenten wie Riccardo Chailly, Christoph von Dohnányi, Vladimir Fedoseyev, John Eliot Gardiner, Valery Gergiev, Bernard Haitink, Nikolaus Harnoncourt, Heinz Holliger, Zubin Mehta, Ingo Metzmacher, Georges Prêtre, Nello Santi, Ralf Weikert und Ivan sowie Ádám Fischer arbeiteten seither mit dem Orchester. Daniele Gatti wirkte von 2009 bis 2012 als Chefdirigent.
2012, mit Beginn der Intendanz von Andreas Homoki und dem Amtsantritt des neuen Generalmusikdirektors Fabio Luisi, wurde das Orchester der Oper Zürich in Philharmonia Zürich umbenannt. Mit dem Amtsantritt des neuen Intendanten Matthias Schulz im August 2025 erhielt das Orchester seinen ursprünglichen Namen zurück.

## Chefdirigenten bzw. Generalmusikdirektoren
- 1985–1992: Ralf Weikert
- 1995–2008: Franz Welser-Möst
- 2009–2012: Daniele Gatti
- 2012–2021: Fabio Luisi
- Chefdirigent seit 2021: Gianandrea Noseda

## Orchesterakademie
Neben ihren künstlerischen Aufgaben widmen sich die Mitglieder des Orchesters auch der pädagogischen Arbeit. Das Orchester führt eine Orchesterakademie mit 15 Studienplätzen. In einer zweijährigen Ausbildungszeit werden junge Musiker auf ihren Beruf vorbereitet. Darüber hinaus besteht eine Zusammenarbeit mit der Zürcher Hochschule der Künste ZHdK, die im Master-Studiengang «Orchester» Studenten als Volontäre in der «Philharmonia Zürich» Gelegenheit gibt, praxisnahen Unterricht zu erhalten.

## Label «Philharmonia Records»
In Zusammenarbeit mit der Opernhaus Zürich AG gründete die Philharmonia Zürich im Jahr 2014 das Label Philharmonia Records, das im Januar 2015, zum 30-jährigen Jubiläum des Orchesters, mit seinen ersten CD- und DVD-Produktionen an die Öffentlichkeit gegangen ist. Seither wurden zahlreiche Opernproduktionen auf DVD sowie mehrheitlich sinfonisches Repertoire auf CD veröffentlicht, darunter auch die im Mai 2024 entstandene und im Juni 2025 veröffentlichte Aufnahme von Wagners "Der Ring des Nibelungen", inszeniert von Andreas Homoki unter der musikalischen Leitung von Gianandrea Noseda.

### Veröffentlichungen
- Hector Berlioz: Symphonie fantastique.
- Giuseppe Verdi: Rigoletto. DVD.
- Sergej Rachmaninow: Sämtliche Klavierkonzerte. Solistin: Lise de la Salle.
- Sergej Rachmaninow: Klaviertrios. Lise de la Salle, Bartlomiej Niziol, Claudius Herrmann. (2016)
- Anton Bruckner: Sinfonie Nr. 8 (Urfassung von 1876). (2016)
- Alban Berg: Wozzeck. DVD. (2016)
- Vincenzo Bellini: I Capuleti e i Montecchi. DVD. (2016)
- Nikolai Rimski-Korsakow: Scheherazade (2016)
- Giuseppe Verdi: Messa da Requiem. DVD. (2016)
- Frank Martin: Die Weise von Liebe und Tod des Cornets Christoph Rilke. (2017)
- Giuseppe Verdi: Ouvertüren und Vorspiele. (2017)
- Jules Massenet: Werther. DVD. (2017)
- Franz Lehár: Das Land des Lächelns. DVD. (2017)
- Anton Bruckner: Sinfonie Nr. 4. (2018)
- Franz Schubert: Sinfonie C-Dur D 944. (2019)
- Antonio Vivaldi, Giuseppe Verdi: The Four Seasons. Orchestra La Scintilla, Riccardo Minasi. (2019)
- Richard Wagner: Preludes and Interludes. Philharmonia Zürich, Fabio Luisi. (2019)
- Heinz Holliger: Lunea. Christian Gerhaher, Philharmonia Zürich, Fabio Luisi.
- Antonín Dvořák: 7 & 8. Sinfonie. Philharmonia Zürich, Gianandrea Noseda.
- Sergei Prokofjew: Romeo und Julia. Christian Spuck, Ballett Zürich, Philharmonia Zürich. DVD. (2019)
- Pjotr Iljitsch Tschaikowski: Dornröschen. Christian Spuck, Ballett Zürich, Philharmonia Zürich. DVD. (2022)
- Pjotr Iljitsch Tschaikowski: Nussknacker. Christian Spuck, Ballett Zürich, Philharmonia Zürich. DVD. (2018)
- Richard Wagner: Der fliegende Holländer. Bryn Terfel, Alain Altinoglu, Philharmonia Zürich. DVD. (2015)
- Franz Schubert, Hans Zender: Winterreise. Benjamin Schneider, Ballett Zürich, Philharmonia Zürich. DVD. (2021)
- Richard Wagner: Der Ring des Nibelungen. Andreas Homoki, Gianandrea Noseda, Philharmonia Zürich. DVD-Box. (2024)